# Persea rufescens
Persea rufescens är en lagerväxtart som beskrevs av Cyrus Longworth Lundell. Persea rufescens ingår i släktet avokador, och familjen lagerväxter. Inga underarter finns listade i Catalogue of Life.